# Bell XP-77
Bell XP-77 — экспериментальный самолёт, разрабатывавшийся в годы Второй мировой войны. Его разработка была инициирована Военно-воздушными силами армии США (в 1947 году преобразованы в ВВС США) с целью создать лёгкий истребитель, производимый из так называемых «нестратегических материалов» (дерева). Несмотря на инновационные решения, небольшой построенный прототип оказалось затруднительно пилотировать; проект был отменён, так как XP-77 не смог достичь требуемых лётных характеристик.

## Проектирование и разработка
Компания Bell Aircraft открыла проект Tri-4 (обозначение фирмы, впоследствии переименован в D-6) в октябре 1941 года. Изначально самолёт проектировался в соответствии со спецификациями ВВС США для «очень лёгкого» перехватчика. На чертежах XP-77 был маленьким, лёгким истребителем и во многом напоминал самолёты, которые участвовали в гонках Thompson Trophy, проводившихся в 1930-е гг. Обозначение Tri-4 расшифровывалось как 400 лошадиных сил, 4000 фунтов, 400 миль/ч, — именно такими были основные пожелания заказчика к новому самолету.
16 мая 1942 года ВВС США рекомендовали построить и испытать 25 XP-77. Машина представляла собой одномоторный моноплан преимущественно из дерева, с низкорасположенным крылом, оснащённый трёхколёсным шасси марки Bell, улучшавшим поведение самолёта на земле. Гладкий каплевидный фонарь также обеспечивал хороший круговой обзор (кроме переднего обзора из-за удлинённого носа), что являлось ключевым требованием для истребителя.
Изначально задумывался 12-цилиндровый 500 л. с. двигатель воздушного охлаждения с нагнетателем Ranger XV-770-9, однако прототип был оснащён двигателем XV-770-7 без нагнетателя из-за задержки разработки двигателя. Ожидание оригинального двигателя заняло полтора года. В это время Bell предложил построить семь XP-77, используя имевшиеся тогда семь двигателей XV-770-7. Запланированное вооружение состояло из одной 20-мм автоматической пушки Hispano-Suiza HS.404, стрелявшей через вал пропеллера (она напоминала орудие большего калибра — 37-мм моторную пушку самолёта SPAD S.XII), и двух 12,7-мм пулемётов Браунинга. Можно было установить 136-килограммовую бомбу или 147-килограммовую глубинную бомбу при удалении пушечного вооружения.
Осмотр первой модели, проходивший 21-22 сентября 1942 года, породил озабоченность как со стороны изготовителя, так и со стороны инспекции ВВС США. Вес превысил проектный лимит в 3700 фунтов (1678 кг), в программе начались задержки: компания заказала субподряд на деревянный каркас, а продолжающееся производство на заводах Bell не позволяло придать первостепенное значение исследованию и разработке XP-77. Bell запросил и получил разрешение уменьшить выпуск до двух прототипов.

## Эксплуатация

### Испытания
Проект XP-77 продолжал сталкиваться с многочисленными задержками, многие из которых объяснялись попытками снизить вес самолёта. Смена подрядчика по монтажу крыльев также вызвала трудности, так как прежний подрядчик отказался предоставить необходимые комплектующие. Кроме того, беспокойство разработчиков вызывала структурная целостность самолёта: было неясно, насколько прочно клей будет связывать детали. Поскольку стоимость контрактов должна была вскоре подняться, а надежды установить нагнетатель в скором времени не было, USAAF продолжала проект только в качестве эксперимента с целью оценить эффективность деревянного корпуса и деталей в воздушном бою. XP-77 совершил первый полёт 1 апреля 1944 г. на поле Райта (Огайо), но испытания выявили проблемы с вибрацией, поскольку двигатель крепился прямо к планеру, без виброизоляции. Длинный нос и расположенная в хвостовой части кабина также ухудшали видимость, в сравнении с другими самолётами того времени.
Было ясно, что пилотирование XP-77 затруднительно, и хотя полёты проводились без оружия и брони, самолёт не достигал ожидаемых показателей, прежде всего из-за значительно более слабого двигателя, чем задумывалось. Дальнейшие испытания проводились со вторым самолётом на базе USAAF Иглин. Самолёт потерпел крушение, когда при попытке выполнить переворот Иммельмана он ушёл в перевёрнутый штопор и пилот выпал из него. Разработка была прекращена в декабре 1944 года.

## Тактико-технические характеристики
Технические характеристики
- Экипаж: 1 (пилот)
- Длина: 6,96 м
- Размах крыла: 8,38 м
- Высота: 2,49 м
- Площадь крыла: 9,3 м²
- Масса пустого: 1295 кг
- Максимальная взлётная масса: 1827 кг
- Силовая установка: 1 × V-образный инвертированный двенадцатицилиндровый двигатель Ranger V-770-7
- Мощность двигателей: 1 × 520 л. с. (1 × 388 кВт)

Лётные характеристики
- Максимально допустимая скорость: 530 км/ч
- Практическая дальность: 890 км
- Практический потолок: 9180 м
- Скороподъёмность: 18,28 м/с
- Нагрузка на крыло: 196,5 кг/м²
- Тяговооружённость: 21 Вт/кг

Вооружение
- Стрелково-пушечное:  

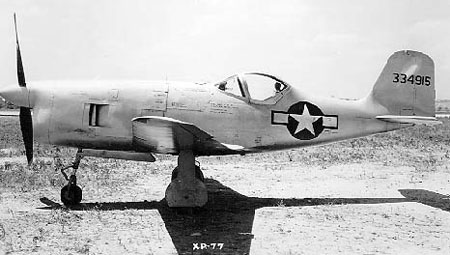
Bell XP-77, вид сбоку

  - 1× 20-мм автоматическая пушка Hispano-Suiza HS.404
  - 2× 12,7 мм пулемёта Браунинга
- Бомбы:  
  - 1× 136 кг бомба или
  - 1× 147 кг глубинная бомба

## В массовой культуре

### Компьютерные игры
Истребитель 5-го уровня «Bell XP-77» можно встретить в ММО-игре World of Warplanes, где он выдавался участникам альфа- и закрытого бета-теста, отлетавшим за весь период тестирования более 700 боёв.